# トルタ・カプレーゼ
トルタ・カプレーゼ(torta caprese)はイタリアの伝統的なチョコレートとアーモンド（またはヘーゼルナッツ）のケーキであり、カプリ島を発祥とすることから、こう名付けられた。穀粉を使わずに作られているため、セリアック病患者などグルテンフリー・ダイエット（グルテンを使用しない食事療法）をしている人も食べられる。
トルタ・カプレーゼの調理法は多くの種類があるが、基本的なレシピは室温でやわらかくしたバターに砂糖と卵黄を入れてかき混ぜる。次に、残りの材料（細かく切り刻んだアーモンド、湯煎して溶かしたチョコレート、泡立てた卵白）を加える。焼いた後ケーキの外側が薄く硬い殻状になり、内側がしっとりする。通常は粉砂糖を軽く振りかける。ストレガやその他のリキュールを少量加える事もしばしばある。
トルタ・カプレーゼは"uno dei pasticci più fortunati della storia" (人類の歴史上、失敗から生まれた幸運な物の一つ)と言われている。

## 歴史
トルタ・カプレーゼの起源は明確ではない。説の一つが、1920年代にあるパン焼き職人が、観光客からアーモンドケーキの注文を受け、彼の工房で作ったというものである。彼は穀粉を加えるのを忘れたが、観光客は出来上がったケーキを好み、ごちそうとみなすようになった。ほかの記述では、この発明をオーストリアの画家・アウグスト・ヴェーバーの2人の相続人に帰し、1930年代に the Strandpension Weberで作られたとしている。セシリア・コッポラの著書 Zeppole, struffoli e chiffon rosso にもトルタ・カプレーゼの起源の話が書かれている。
起源は知られていないものの、いくつかの作り方はよく知られている。最初にカプリ島の療養施設で作られるようになり、主に島を訪れる観光客に振る舞われていた。当初は、おそらくティールームで出されるデザートのような位置付けだったのである。やがて、世界的に有名になり、あらゆるレストランでメニューに加えられるようになった。